# 普通老式电话服务
普通老式电话服务(Plain old telephone service),也就是传统意义上的电话服务。其传输速率慢，服务品种单一。随着电信技术的发展，如今使用得更多的是IP电话业务及各种互联网业务。